# 499 Венузія
499 Венузія (499 Venusia) — астероїд зовнішнього головного поясу, відкритий 24 грудня 1902 року Максом Вольфом у Гейдельберзі.
Належить до групи Гільди.